# Distretto di Şarkikaraağaç
Il distretto di Şarkikaraağaç (in turco Şarkikaraağaç ilçesi) è uno dei distretti della provincia di Isparta, in Turchia.